# Access Computer
ACCESS Computer је преносиви рачунар, производ фирме ACCESS који је почео да се израђује у САД током 1982. године.
Користио је Zilog Z80A као централни микропроцесор а RAM меморија рачунара ACCESS Computer је имала капацитет од 64 KB. 
Као оперативни систем кориштен је CP/M.

## Детаљни подаци
Детаљнији подаци о рачунару ACCESS Computer су дати у табели испод.
|                       |                                                             |
| [ 1 ]                 |                                                             |
| Произвођач            |                                                             |
| Тип                   | преносиви рачунар                                           |
| Меморија              | 64 KB                                                       |
| Поријекло             | Сједињене Америчке Државе                                   |
| Година                | 1982                                                        |
| Тастатура             | Тастатура са пуним помаком тастера са нумеричком тастатуром |
| Процесор              |                                                             |
| Фреквенција процесора | непознато                                                   |
| RAM                   | 64 KB                                                       |
| ROM                   | непознато                                                   |
| Текст                 | 80 знакова x 24 линија                                      |
| Графика               | непознато                                                   |
| Боја                  | једна боја (9,5 инчни уграђени наранџасти показивач)        |
| Звук                  | непознато                                                   |
| Димензије             | непознато / 17                                              |
| Портови               |                                                             |
| Оперативни систем     |                                                             |